# Юношество (филм)
„Юношество“ (на английски: Boyhood) е американски драматичен филм от 2014 г. на режисьора Ричард Линклейтър с участието на Елар Колтрейн, Патриша Аркет, Лорелай Линклейтър и Итън Хоук. Заснет е с прекъсвания от май 2002 г. до октомври 2013 г., показвайки израстването на едно момче и неговата сестра в юноши.
Филмът е номиниран за пет награди Златен глобус, печелейки в категориите Най-добър драматичен филм, Най-добър режисьор и Най-добра поддържаща актриса за Патриша Аркет. Има шест номинации за Оскар, включително за Най-добър филм и Най-добър режисьор, а Хоук и Аркет са номинирани в категориите за поддържащи роли.

## Сюжет
Филмът разглежда израстването на малко момче на име Мейсън – от момента на раздялата на родителите му до влизането му в колеж. Въпреки че акцентът е поставен върху преживяванията на Мейсън, филмът разглежда и живота на сестра му, майка му и нейните съпрузи, както и на биологичния му баща (Итън Хоук). Историята завършва с влизането на Мейсън в колеж, запознанството му с нови приятели и техния излет в планината.

## Награди и номинации
| Категория                             | Номиниран                   | Резултат                    |
| Оскар (22 февруари 2015 г.)           | Оскар (22 февруари 2015 г.) | Оскар (22 февруари 2015 г.) |
| ------------------------------------- | --------------------------- | --------------------------- |
| Най-добра поддържаща женска роля      | Патриша Аркет               | награда                     |
| Най-добър филм                        | Най-добър филм              | номинация                   |
| Най-добър режисьор                    | Ричард Линклейтър           | номинация                   |
| Най-добър оригинален сценарий         | Ричард Линклейтър           | номинация                   |
| Най-добър филмов монтаж               | Сандра Адеър                | номинация                   |
| Най-добра поддържаща мъжка роля       | Итън Хоук                   | номинация                   |
| Награда на БАФТА (8 февруари 2015 г.) |                             |                             |
| Най-добър филм                        | Най-добър филм              | награда                     |
| Най-добра режисура                    | Ричард Линклейтър           | награда                     |
| Най-добра актриса в поддържаща роля   | Патриша Аркет               | награда                     |
| Най-добър оригинален сценарий         | Ричард Линклейтър           | номинация                   |
| Най-добър актьор в поддържаща роля    | Итън Хоук                   | номинация                   |
| Златен глобус (11 януари 2015 г.)     |                             |                             |
| Най-добър филм – драма                | Най-добър филм – драма      | награда                     |
| Най-добър режисьор                    | Ричард Линклейтър           | награда                     |
| Най-добра актриса в поддържаща роля   | Патриша Аркет               | награда                     |
| Най-добър сценарий                    | Ричард Линклейтър           | номинация                   |
| Най-добър актьор в поддържаща роля    | Итън Хоук                   | номинация                   |
| Сателит (15 февруари 2015 г.)         |                             |                             |
| Най-добър режисьор                    | Ричард Линклейтър           | награда                     |
| Най-добра актриса в поддържаща роля   | Патриша Аркет               | награда                     |
| Най-добър филм                        | Най-добър филм              | номинация                   |
| Най-добър оригинален сценарий         | Ричард Линклейтър           | номинация                   |
| Най-добър филмов монтаж               | Сандра Адеър                | номинация                   |
| Най-добър актьор в поддържаща роля    | Итън Хоук                   | номинация                   |
| Най-добра оригинална песен            | „Split the Difference“      | номинация                   |
| Емпайър (29 март 2015 г.)             |                             |                             |
| Най-добър филм                        | Най-добър филм              | номинация                   |
| Най-добър режисьор                    | Ричард Линклейтър           | номинация                   |
| Най-добър мъжки дебют                 | Елър Колтрейн               | номинация                   |